# Selzach
Selzach (antiguamente en francés Saucy) es una comuna suiza del cantón de Soleura, situada en el distrito de Lebern. Limita al norte con las comunas de Court (BE) y Gänsbrunnen, al este con Oberdorf, Lommiswil y Bellach, al sur con Lüsslingen, Nennigkofen y Leuzigen (BE), y al occidente con Bettlach y Grenchen.

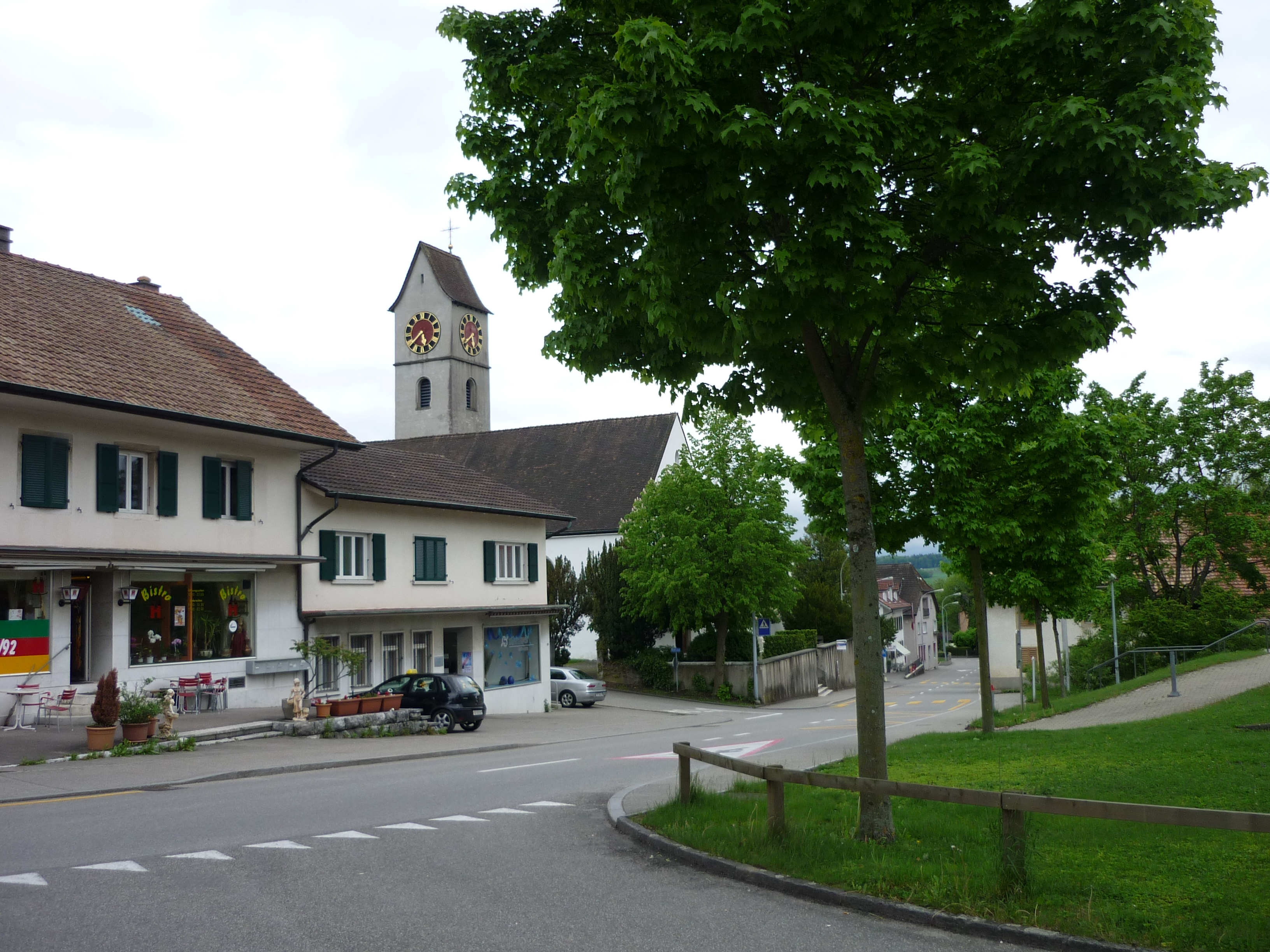
Vista de Selzach, iglesia en el centro.